# Protestantenpatent
Das Protestantenpatent wurde am 8. April 1861 von Kaiser Franz Joseph I. erlassen. Es trägt die Nummer RGBl. 41/1861. Seine vollständige Bezeichnung lautet: Verordnung des Staatsministers, womit die innere Verfassung der evangelischen Kirche beider Bekenntnisse in dem Erzherzogthume Oesterreich ob und unter der Enns, dem Herzogthume Salzburg, dem Herzogthume Steiermark, den Herzogthümern Kärnthen und Krain, der gefürsteten Grafschaft Görz und Gradisca, der Markgrafschaft Istrien und der Stadt Triest mit ihrem Gebiete, in der gefürsteten Grafschaft Tirol und Vorarlberg, dem Königreiche Böhmen, der Markgrafschaft Mähren, dem Herzogthume Ober- und Nieder-Schlesien, den Königreichen Galizien und Lodomerien mit den Herzogthümern Auschwitz und Zator, dem Großherzogthume Krakau und dem Herzogthume Bukowina provisorisch geregelt wird.
Zur Durchführung des Patentes wurde am 9. April 1861 von Staatsminister Anton von Schmerling eine Verordnung erlassen.
Das Protestantenpatent brachte in 25 Paragraphen erstmals eine relative rechtliche Gleichstellung der Evangelischen Kirche Augsburger Bekenntnisses und der Helvetischen Bekenntnisses mit der römisch-katholischen Kirche. Es galt für das Kaisertum Österreich mit Ausnahme des Königreichs Ungarn und wurde erst durch das Protestantengesetz vom 6. Juli 1961, das eine völlige rechtliche Gleichstellung bewirkte, abgelöst.

## Gliederung der Durchführungsverordnung vom 9. April 1861
- Allgemeine Bestimmungen.
- Erster Abschnitt. Von den Pfarrgemeinden, Presbyterien und den größeren Gemeindevertretungen.
- Zweiter Abschnitt. Von den Bezirksgemeinden (Senioraten) und ihrer Vertretung.
- Dritter Abschnitt. Von den Superintendentialgemeinden (Superintendenzen) und ihrer Vertretung.
- Vierter Abschnitt. Von den beiden Generalsynoden.
- Fünfter Abschnitt. Von den Schul- und Unterrichtsangelegenheiten.
- Sechster Abschnitt. Von der Wahl der Pfarrer, ihren Rechten und Pflichten.
- Siebenter Abschnitt. Von der Wahl der Senioren, ihren Rechten und Pflichten.
- Achter Abschnitt. Von der Erwählung der Superintendenten, ihren Rechten und Pflichten.
- Neunter Abschnitt. Von der jährlichen Unterstützung der Gemeinden, Seniorate und Superintendenzen aus dem Staatsschatze.
- Zehnter Abschnitt. Von dem Oberkirchenrathe.
- Schluß.